# Kinjirō Ashiwara
Kinjirō Ashiwara (葦原金次郎 Ashiwara Kinjirō, Takaoka, 3 de novembro de 1850 –Tóquio, 2 de fevereiro de 1937) foi um autoproclamado "imperador" que ascendeu a um status de celebridade com seus delírios de grandeza e travessuras teatrais que foram cobertos pela imprensa japonesa por décadas, começando na era Meiji. Ele se denominou primeiro como Xogum Ashiwara (葦原将軍, Ashiwara Shōgun), depois como Imperador Ashiwara (葦原皇帝, Ashiwara Kōtei, ou 葦原天皇, Ashiwara Tennō) e Soberano Ashiwara (葦原帝, Ashiwara Mikado).
Depois de interromper a procissão do Imperador Meiji e tentar abordá-lo, Ashiwara foi involuntariamente hospitalizado no Asilo Psiquiátrico Metropolitano de Tóquio (atual Hospital Metropolitano Matsuzawa de Tóquio) em 1882 e, apesar de algumas fugas e re-detenções, permaneceu lá até sua morte em 1937.

## Início da vida e casamento
Ashiwara nasceu em Takaoka, província de Etchū (atual prefeitura de Toyama) como o terceiro filho de um samurai do clã Takaoka. Quando jovem, Ashiwara trabalhou para um atacadista de pentes em Fukaya, na prefeitura de Saitama. De acordo com um relatório do Yomiuri Shimbun, ele trabalhava como confeiteiro. 
Ele sofreu um colapso nervoso na época em que se mudou para Tóquio aos vinte anos. Ele se casou aos 24 anos, mas sua esposa "fugiu"; eles mais tarde se divorciaram. Ele começou a se chamar Xogum Ashiwara por volta de 1875, quando suas condições mentais aparentemente se deterioraram.

## Primeiras reportagens
A primeira menção existente de Ashiwara na mídia japonesa ocorreu em 1º de junho de 1880, em um artigo intitulado "Famoso Homem Xogum Ashiwara: Enorme Cena no Ministério do Tesouro (名物男葦原将軍/大蔵省で大気焰)" em Tokyo Eiri Shimbun, um pequeno jornal diário da era Meiji. De acordo com o artigo, ele causou alvoroço público com suas "usuais" explosões de raiva no Ministério do Tesouro e foi levado para a delegacia. 
Em 12 de junho, Tokyo Jiyu Shimbun relatou que Ashiwara havia entrado em um escritório de telégrafo em Tóquio e declarou que ele era "Xogum Ashiwara, Chokuninkan Sênior de Terceiro Escalão e Sadaijin de Primeira Classe" e que precisava enviar um telegrama urgente a Li Hongzhang, um conhecido diplomata da dinastia Qing na China, sobre "um assunto de grande preocupação". O pessoal do escritório alarmado chamou a polícia.

## Hospitalização

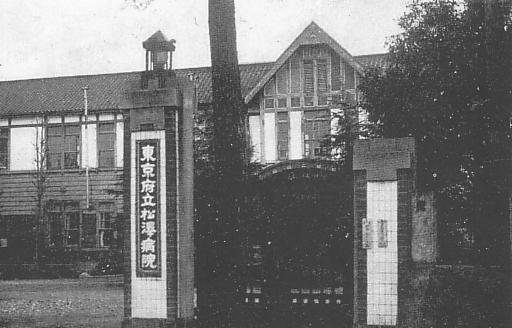
Asilo Psiquiátrico Metropolitano de Tóquio (atual Hospital Metropolitano Matsuzawa de Tóquio) em 1933, onde Ashiwara permaneceu até a sua morte em 1937

Em julho de 1881, Ashiwara interrompeu uma procissão do imperador Meiji, que estava em um passeio pela região de Tohoku, e tentou abordá-lo. Ashiwara foi preso e internado no Asilo Psiquiátrico Metropolitano de Tóquio (atual Hospital Metropolitano Matsuzawa de Tóquio) em 1882, tendo sido diagnosticado com mania hereditária. Os psiquiatras que o avaliaram posteriormente, entretanto, discordaram sobre o diagnóstico de sua condição; as opiniões foram amplamente divididas entre esquizofrenia paranoide e mania crônica. O Dicionário de Psiquiatria Clínica observou que, embora delirante, ele não sofria de um colapso de personalidade causado pela demência. 

Ashiwara escapou do hospital três vezes - em 1885, 1892 e 1904 - mas foi detido novamente todas as vezes. De 7 de maio a 20 de junho de 1903, o Yomiuri Shimbun, um dos principais jornais do país, publicou um artigo intitulado "O Maior Mundo Sombrio da Humanidade: Hospital Psiquiátrico (人類の最大暗黒界瘋癲病院)", no qual as condições de vida e os tratamentos de pacientes no hospital (então denominado Hospital Prefeitural de Sugamo) foram descritos em detalhes. Incluía uma entrada sobre Ashiwara:
Desde sua hospitalização, [Ashiwara] tornou-se famoso como um louco. [...] ele pensa no hospital como seu próprio domínio, e anda arrogante e descaradamente, espalhando grandes mentiras de sua boca sobre como o imperador da França veio vê-lo, ou como ele teve uma partida de sumô com o presidente dos Estados Unidos. [...] mas o que eu detesto é que ele ralha com os outros pacientes e tira deles os talheres à força. 
Seus delírios grandiosos supostamente pioraram depois que ele soube da vitória do Japão na Guerra Russo-Japonesa em 1905. Ele começou a deixar crescer uma longa barba branca e a usar um traje de corte que de alguma forma obteve de uma fonte desconhecida. Durante a era Taishō (1912–1926), ele deu entrevistas coletivas no hospital sempre que havia turbulência política. Repórteres de jornais visitavam Ashiwara quando ficavam sem material de notícias. Ser uma celebridade cujos comentários sobre temas polêmicos da política mundial e assuntos atuais, como ocasiões de lesa-majestade ou alegada tirania dos militares - eram delirantes, mas desinibidos e muitas vezes divertidos, ele era uma fonte fácil de notícias para eles. Alguns dos repórteres até pediram ao conde Nogi Maresuke e ao primeiro-ministro Itō Hirobumi para se encontrarem com Ashiwara, para seu desgosto.
Logo após o início da era Shōwa em 1926, Ashiwara começou a se chamar de "imperador" e vendeu papéis com seu chokugo (édito imperial) escrito neles para os visitantes. Ele permaneceu no hospital até sua morte em 1937. O vice-presidente do Hospital Matsuzawa realizou uma autópsia no corpo de Ashiwara e afirmou que não observou achados patológicos no cérebro de Ashiwara.